# Somló Ferenc (színművész, 1949–2005)
Ifjabb Somló Ferenc (1949. július 5. – Miskolc, 2005. szeptember 18.) magyar színész.

## Életpályája
Színészdinasztia tagja. Apja, nagyapja is színészek voltak. Pályáját tizenkilenc évesen 1968-ban a Miskolci Csortos Gyula színpadon kezdte. 1970-ben szerződtette a Miskolci Nemzeti Színház, segédszínész és rendezőasszisztens státuszban. Két évig volt a színház tagja. 1972-ben a kaposvári Csiky Gergely Színházhoz szerződött. 1988-ig volt a színház színésze. 1988-ban visszatért a miskolci színházhoz, de színészi pályáját megromlott egészsége miatt be kellett fejeznie.
Édesapja Somló Ferenc Jászai Mari-díjas színművész, a Miskolci Nemzeti Színház örökös tagja. Fivérei is színészek lettek: Somló István a Miskolci Nemzeti Színház örökös tagja, Somló Gábor a Szegedi Nemzeti Színház örökös tagja.

## Főbb színpadi szerepei
- Abadonna (A Mester és Margaréta)
- Donalbain (Macbeth)
- Szolgalegény (Bodnárné)
- Tanító (A tanítónő)
- Igor (A nagy karrier)
- Lakáj (Félkegyelmű)
- Boy (Amerikai tragédia)
- Békétlen (Bánk bán)
- Kék huszár (Diótörő)
- Gavrila (Ivanov)

## Filmjei
- Túsztörténet (1989)